# Gavranova presuda
Gavranova presuda je epizoda Dilan Doga objavljena u svesci br. 102. u izdanju Veselog četvrtka. Sveska je u Srbiji objavljena 03.12.2015. Koštala je 230 din (1,89 €; 2 $). Imala je 94 strane.

## Originalna epizoda
Originalna epizoda pod nazivom Il giudicio del corvo objavljena je premijerno u br. 311. regularne edicije Dilana Doga u Italiji u izdanju Bonelija. Izašla 27.07.2012. Epizodu je nacrtala Danijela Kaluri, a scenario napisao Roberto Rekioni. Naslovnu stranu nacrtao Anđelo Stano. Koštala je 3,5 €.

## Kratak sadržaj
Nepoznata osoba sa maskom gavrana kidnapovala je Dilana i odvela ga u prostran podrum u kome će testirati njegovu odanost sopstvenim idealima. Gavran je zadao nekoliko zadataka od čijeg rešenja zavisi spasenje Dilanove devojke Klelie. Dilan mora da pokaže da ima čvrst karakter u pogledu životnih principa i ideala od kojih se neki odnose na životne navike (odbijanje da konzumira alkohol), a drugi na moralne principe ponašanja. Najteži su principi koji testiraju Dilanovu spremnost da povredi druga živa bića da bi ostavrio cilj. Ako ih se bude pridržavao, Dilan će spasiti sebe, ali nauditi Klelili, koja se neće izvući.

### Značaj epizode
Ovo je još jedna od epizoda koja je napravila proboj na redefinisanju italijanskog stripa u kome se ideali i motivi pravednosti glavnih junaka nisu nikada dovodili u pitanje. Rane epizode Teks Vilera, Malog rendžera ili Velikog Bleka su uzimale zdravo za gotovo spremnost glavnih junaka da žrtvuju svoj život da bi ostvarili viši cilj. Njihova žrtva nikada nije bila sporna i uvek se podrazumevala. Dilan u ovoj epizodi prolazi kroz težak test, čime pokazuje da primena nekih ideala zavisi od ljudske izdržljivosti. Dilan, recimo, ima razumevanja za ljude koji su zavisni od nekog poruka ali to uvek čini sa stanovišta nadmoći, odn. osobe koji je u sebi već uspeo da porazi zlo. (str. 27). Kada je suočen sa čovekom koji ima koeficijent inteligencija malog deteta, Dilan mora da odluči da li će ga povrediti da bi došao do osobe koju voli. Sasvim neočekivano, Dilan dolazi do rešenja kojima uspševa da reši neke od situacija na način na koji ih inače ne bi rešavao.

## Inspiracija rok muzikom
Na početku epizode Dilan i Klelia nalaze se na koncertu grupe Motorhead dok Lemi Kilmister peva pesmu Overkill (1979).

## Prethodna i naredna epizoda
(Ovaj odeljak je u izradi.)